# الدين في أبخازيا

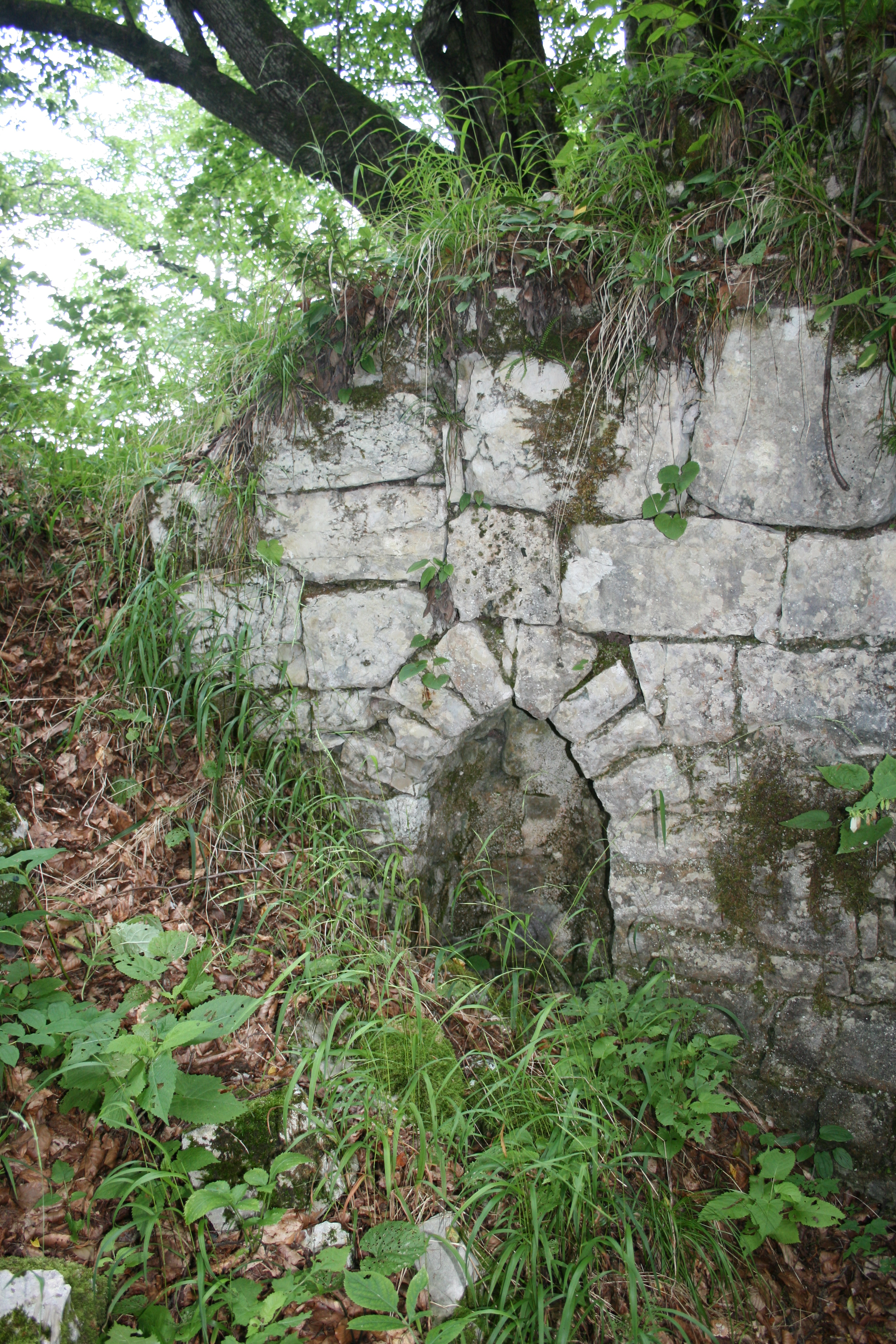

يعتنق كثير من سكّان أبخازيا المسيحية الأرثوذكسية، وتعتنق أقلية منهم الإسلام، هذا وتتزايد أعداد معتنقي الوثنية الجديدة الأبخازية، أو «الدين الأبخازي التقليدي». لم يزل تأثير هذه الوثنية قويًّا، ولكنه شهد إحياءً في تسعينيات القرن العشرين والعقد الأول من القرن الواحد والعشرين. مع حلول عام 2016، دعمت الحكومة الدين الأبخازي التقليدي، التي كانت قد مأسست كهنوته في 2012، وشاركت في ترميم واستعادة عشرات من معبده ومقدساته، حتى أصبح «مسيطرًا ومنتشرًا» أكثر من المسيحية والإسلام.
وفي أبخازيا عدد قليل جدًّا من معتنقي اليهودية وشهود يهوه، وفيها أيضا غيرُ مؤمنين. حُظرت منظمة شهود يهوه رسميا منذ عام 1995، ولو أن قرار حظرها لم يطبّق حديثا. وفقا لدستورَي أبخازيا وجورجيا فإن لمعتنقي كل الأديان حقوقا متساوية أمام القانون.

## الدين الأبخازي المحلّيّ
في العقود الأخيرة شهد الدين المحلي الأبخازي إحياءً. ومع حلول عام 2003، كان 8% من السكان الأبخاز (منهم نسبة أعلى بين الأبخاز الأصليين) قد أعلنوا أنهم «وثنيون». ومن الجدير ذكرُه أن مكافئ كلمة «وثني» في الأبخازية (وكذلك في الروسية)، язычник يازيتشنيك، يعني «إثني»، لا «ريفيّ» كما في اللغات الغربية. أكّد أحد العلماء أن الدين الأبخازي التقليدي قد أسسته الحكومة وأحكمت أمره حتى يكون تقريبا الدين الرسمي للدولة.
في الدين الأبخازي المحلّيّ، أنتسوا (ويُلفَظ أيضا أنتزفا) هو الإله الأعلى وخالق الحياة. الدين المحلي يقول بحيوية المادّة، وفيه آلهة تمثل الرعد والجوّ مثل آفي، وآلهة تمثل الغابات والحيوانات البرية والصيد مثل آيرغ وأزهفيبشا. لهذا الدين مجموعة كبيرة من الآلهة المختلفة يتكفّل كل منها بجانب من الكون. وللآلهة الأبخازية «أبيمباري» أي ملائكة ومراقبون يعملون ممثلين للآلهة على الأرض. يراقب هؤلاء الملائكة كل شيء يحدث بين الناس، ويخبرون به الآلهة.
لأتباع هذا الدين 7 معابد مقدسة رُمّم منها ستّة، «ديدريبش نيخا»، و«لاشكندار نيخا»، و«لدزا نيخا»، و«ليخ نيخا»، و«أُلير نيخا». المعبد السادس يسمّى «إنال كوبا»، ويقع على قرية بشخو الجبلية التي يقطنها الروس اليوم. ولم يزل اسم المعبد السابع مختلفًا فيه.

## الأديان الإبراهيمية

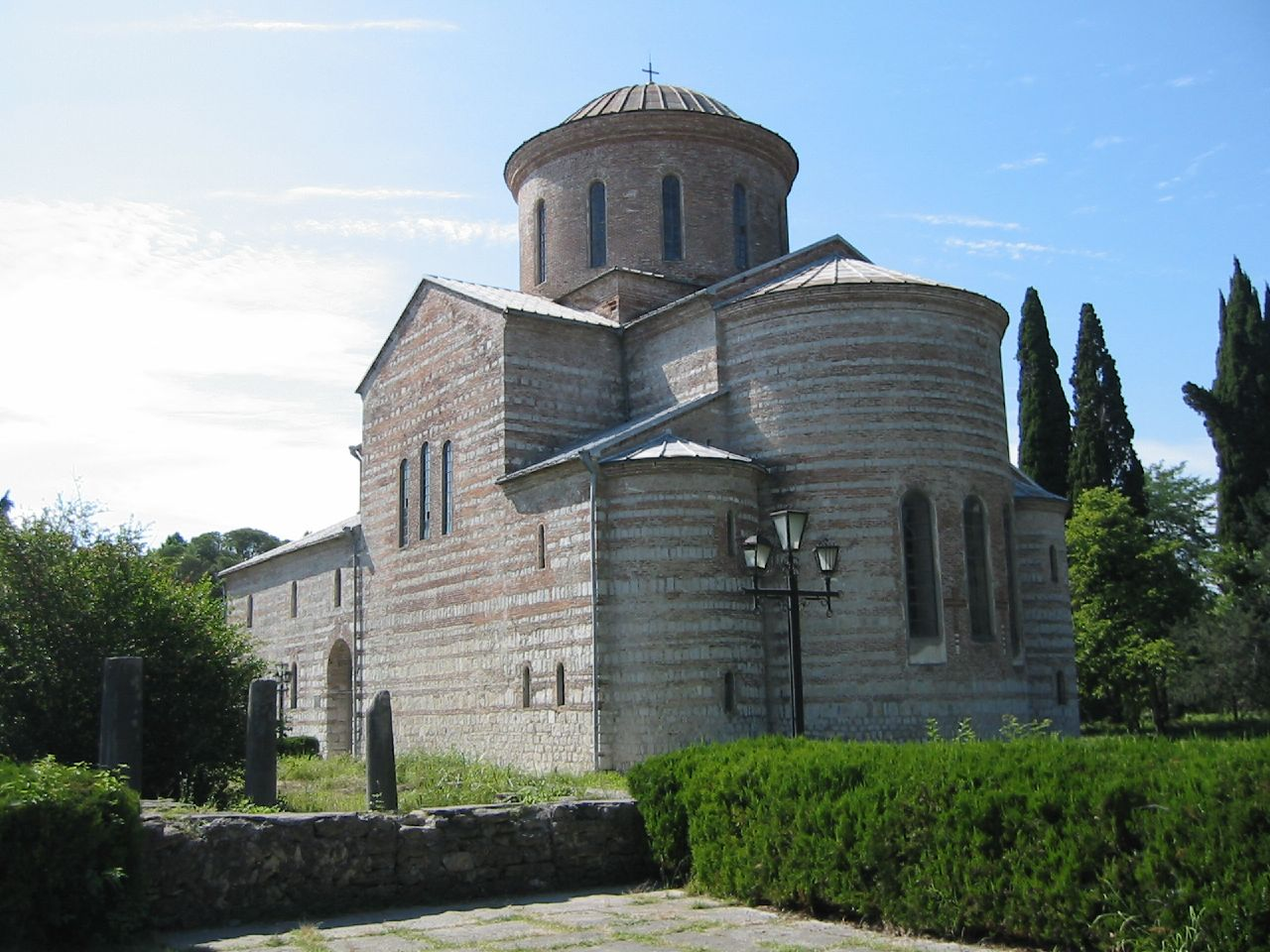
كاتدرائية بيتسوندا في أبخازيا

### المسيحية
وفقا لاستبيان عام 2003، فإن 60% من الذين أجروا الاستبيان انتسبوا إلى المسيحية. تنشط في أبخازيا كنيستان رئيستان، هما الكنيسة الأبخازية الأرثوذكسية، وكنيسة الأرمن الأرثوذكس. وفي أبخازيا 140 بناء كنيسة تقريبا، يعود معظمها إلى الألفية الأولى للميلاد.
تعمل الكنيسة الأبخازية الأرثوذكسية خارج الهرمية الكنسيّة الأرثوذكسية الشرقية، وتعدّ كل الكنائس الشرقية الأرثوذكسية أبخازيا تابعة لقسم الكنيسة الأرثوذكسية الجورجية. فقدت الكنيسة الأرثوذكسية الجورجية تحكمها الفاعل في الأبرشية السوخومية الأبخازية بعد حرب 1992-1993 في أبخازيا، عندما كان على الكهنة الجورجيين الأصليين أن يهربوا من أبخازيا. حافظت هذه الكنيسة على بنيتها في المنفى، وبقي رئيس الأساقفة فيها هو المطران دانييل. تأسست الكنيسة الأبخازية الأرثوذكسية عندما أعلن الفرع الأبخازية في الأبرشية السوخومية الأبخازية في 15 سبتمبر عام 2009 أنه لم يعد يعتبر نفسه جزءًا من الكنيسة الجورجية الأرثوذكسية، وأنها ستعيد إنشاء الكنيسة الكاثوليكية الأبخازية التي حُلّت عام 1795.
اتهمت الكنيسة الجورجية الأرثوذكسية الكنيسة الروسية الأرثوذكسية أنها تتدخّل في شؤونها الداخلية، بتدريب الكهنة وإرسالهم إلى أبخازيا، ونشر ترجمات الأناجيل باللغة الأبخازية، والاستيلاء على ممتلكات الأرثوذكسية الجورجية في أبخازيا، وهذا التدخّل خرقٌ للقانون الأرثوذكسي. ادّعت الكنيسة الروسية الأرثوذكسية أن الكهنة الذين أرسلتهم يخدمون مؤقتا في أبخازيا إذ إن المؤمنين الأرثوذكس في أبخازيا ليس لهم معارف من الكنيسة الأرثوذكسية الجورجية.
وفي 15 مايو عام 2011، في المجمع الوطني للكنيسة في مدينة نيو أثوس (أناكوبيا) أُعلن تأسيس منظمة كنسية جديدة، «مطرانية أبخازيا العظيمة».
الكنيسة الكاثوليكية في أبخازيا هي ثالث أكبر الطوائف المسيحية وتتألف معظمها من الأرمن والبولنديين والمغتربين الذين يقطنون أبخازيا. ليس للكرسي الرسولي في الفاتيكان صلة دبلوماسية بأبخازيا، ولكنها حصلت على زيارتين عاليتي المستوى من السفير الرسولي.

### تاريخ المسيحية في أبخازيا
تعود أقدم الروايات عن دخول المسيحية إلى أبخازيا إلى القرن الأول الميلادي، وبعضها إلى عام 325 عندما شارك أسقف بيتيوس في المجمع المسكوني الأول في نيقية. ابتداء من القرن التاسع، كانت كنيسة أبخازيا الكاثوليكية تحكم الأبرشيات الأرثوذكسية فيها، وكلها خاضعة للكنيسة الأرثوذكسية الجورجية. حُلّت الكنيسة الكاثوليكية الأبخازية والكنيسة الأرثوذكسية الجورجية في عامي 1795 و1811 على الترتيب، وسيطرت الكنيسة الأرثوذكسية الروسية على الأبرشيات فيها. استعادت الكنيسة الأرثوذكسية الجورجية استقلالها عام 1917، بعد سقوط إمبراطور روسيا نيقولا الثاني.
في أثناء حرب 1992-1993 في أبخازيا، فقدت الكنيسة الجورجية الأرثوذكسية سيطرتها على شؤون الكنيسة الأبخازية، إذ كان على الكهنة الجورجيين أن يهربوا من أبخازيا، وأصبح الكاهن الأبخازي فيساريون أبلا رئيس الأبرشية الأبخازية السوخومية. في السنين التي تلت هذا، وصل رجال دين معيّنون في أبرشية مايكوب الروسية المجاورة إلى أبخازيا، وأصبحوا في نهاية الأمر في صراع مع فيساريون. وبوساطة مسؤولين في الكنيسة الروسية، وصل الطرفان إلى اتفاقية يتشاركان فيها السيطرة في مايكوب عام 2005، ولكن هذا لم يستمر.
في أبريل عام 2008، نُفي آخر قسّ جورجي باقٍ في منطقة غالي دات الأغلبية الجورجية، ويُقال إن نفيه كان على يد رجال أمن أبخازيين، بعد «مرسوم خاص» من الأبرشية السوخومية الأبخازية، تركَ المجتمع الجورجي المحلّي بعيدا عن رجال الدين المسيحي. بعد احتلال وادي كودوري الأعلى في حرب أغسطس 2008، ضغطت السلطات الأبخازية على رهبان الديرين الباقيين في الأرثوذكسية الجورجية وراهباتهما أن ينتسبوا إلى الكنيسة الأبخازية الأرثوذكسية أو يتركوا أبخازيا. قال نائب وزير الخارجية الأبخازي مكسيم غفينجيا أن السلطات الأبخازية لا تخطط للدفاع عن الراهبات والرهبان الجورجيين. رفض الرهبان والراهبات ضغط الحكومة الأبخازية، ونُفُوا من أبخازيا في أبريل عام 2009.
في 15 سبتمبر عام 2009، أعلنت الأبرشية السوخومية الأبخازية بقيادة فيساريون أنها لم تعد تعدّ نفسها جزءًا من الكنيسة الجورجية الأرثوذكسية، وأنها ستعيد إنشاء الكنيسة الكاثوليكية في أبخازيا، وأنها ستُعرَف بعد هذا بالكنيسة الأرثوذكسية الأبخازية.
أجرى نواب المطرانية المقدسة الأبخازية، وهي منظمة كنسية جديدة في أبخازيا، حوارًا مثمرًا مع البطريركية المسكونية في القرار بخصوص قضية الكنيسة الأبخازية.

### الإسلام
وفقا لاستبيان عام 2003، فإن 16% من الذين أجروا الاستبيان انتسبوا إلى الإسلام. في أبخازيا مسجدان، واحد في غوداتا والآخر في سوخومي.

#### تاريخ الإسلام في أبخازيا
انتشر الإسلام في أبخازيا أيّام الحكم العثماني في المنطقة من القرن السادس عشر حتى القرن الثامن عشر. خلال الحروب الروسية التركية في القرن التاسع عشر، انقسمت طبقة النبلاء الأبخازية إلى خطين دينيين: خط المسيحيين الذين كانوا بالعموم يؤيّدون روسيا، وخطّ المسلمين الذين يؤيدون العثمانيين ضد روسيا. أجبر انتصار روسيا الأخير في المنطقة في ستينيات القرن التاسع عشر وسبعينياته، والثورتان الأبخازيتان معظم المسلمين الأبخاز على الانتقال إلى الإمبراطورية العثمانية بوصفهم «مهاجرين» في سبعينيات القرن التاسع عشر.
ترك آلاف الأبخاز، الذين سُمّوا «المهاجرون» بلدهم إلى الإمبراطورية العثمانية في منتصف القرن التاسع عشر بعد مقاومة الاحتلال الروسي للقوقاز. تعدّ تركيا اليوم بيتًا لأكبر المجتمعات الأبخازية المهاجرة. تختلف تقديرات حجم هذا المجتمعات، يقول قادة المهاجرين أنهم مليون نسمة، وتتراوح تقديرات الأبخاز بين 150 ألفا إلى 500 ألف.
في عام 2009، أرسل ملك السعودية أول مرة دعوة إلى مسلمي أبخازيا ليأتوا إلى الحجّ في مكّة.
في 19 ديسمبر 2011، عقدت الهيئة الروحية لمسلمي أبخازيا مؤتمرها الرابع، بعد موت رئيسها المفتي الأول لأبخازيا أدليا غابليا. انتُخِب صالح كفاراتسخيليا رئيسا جديدا، وانتُخب رومان جوغيليا وتيمور دزيبا نائبين له.

### اليهودية
في عام 2012، كان التعداد اليهودي في أبخازيا مقدرا بنحو 150 نسمة، معظمهم مُسنّون.